# UEC Super Cycling European Championships 2021
Die UEC Super Cycling European Championships 2021 sollten vom 1. bis 15. August 2021 im belarussischen Minsk stattfinden. Es wären die ersten ihrer Art gewesen. Im November 2020 wurde die Großveranstaltung abgesagt.
Im März 2020 wurde beschlossen, dieses Event 2021 erstmals auszurichten. Es sollte sechs Disziplinen umfassen, die vom europäischen Radsportverband Union Européenne de Cyclisme (UEC) ausgerichtet werden: Straßenradsport (Elite, U23 und Junioren), Mountainbike (Elite, U23, Jugend, Junioren und Masters), Bahnradsport (Elite), BMX-Rennsport (Elite, U23, Junioren und Challenge), BMX Freestyle und Gran Fondo.
Wegen der COVID-19-Pandemie 2020 wurden die Olympischen Spiele 2020 in Tokio auf den Sommer 2021 (23. Juli bis 8. August 2021) verschoben und wären damit terminlich mit den UEC Super Cycling European Championships kollidiert. Da im Terminkalender für eine solche Großveranstaltung kein Platz mehr war, wurden die Radsport-Europameisterschaften 2021 wie sonst üblich an verschiedenen Orten in Europa ausgetragen.
Die Super-Europameisterschaften sollten ursprünglich alle vier Jahre stattfinden. Mit Stand 2023 werden sie jedoch nicht weiter verfolgt.